# Bola de polo aquático

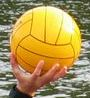
Bola de polo aquático são desenhados para fácil maneabilidade

A Bola de polo aquático é uma bola usada no polo aquático e caiaque polo, usualmente caracterizada pela coloração amarela de um material incompatível com a água e de aspecto que seja de fácil contato com a mão de modo a permitir que seja mantido com apenas uma mão (regra do esporte), apesar de seu grande tamanho.

## Características da bola
O seu peso varia de 400-450 gramas e inflada a 55-62 kPa (quilopascals) Pressão de gauge de (8-9 psi) para homens e 48-55 kPa (7-8 psi) para mulheres. As bolas de polo aquático vem em dois tamanhos principais: "tamanho 5" (68-71 cm em circunferência), sobretudo para homens, e o tamanho 4 (65-67 cm em circunferência), para mulheres.  Bolas menores são para infantil e juniores o chamado "mini-polo," esses outros tipos e miniaturas vem outros tamanhos e em outras cores.

## Ligações Externas
- FINA Water Polo Rules
- USA Water Polo Rules